# 冰隙

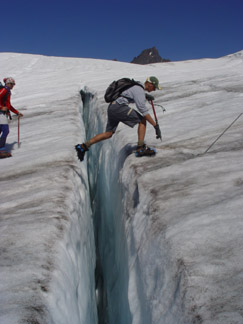
冰隙

冰隙（英语：crevasse）是冰川上的深沟。

## 概要
冰川在重力作用下每天会平移数十厘米左右，冰块移动速度不同产生的拉伸力导致冰隙的形成。冰隙一般宽一米左右，长数百米，深达数百米甚至上千米，很多冰隙表面覆盖冰雪十分隐蔽。
冰隙是登山者的大敌。通常在通过冰川时用登山杖确认前方有无冰隙，同时登山者相互用长绳系住即使某人滑下冰隙也能立刻救援。应避免在可能形成冰隙的地方宿营。

## 关联项目
- 冰川